# Eublemma olmii
Eublemma olmii är en fjärilsart som beskrevs av Emilio Berio 1937. Eublemma olmii ingår i släktet Eublemma och familjen nattflyn. Inga underarter finns listade i Catalogue of Life.